# Pseudoyersinia teydeana
Pseudoyersinia teydeana Chopard, 1942 è un insetto mantoideo della famiglia Mantidae.

## Descrizione
Corpo tozzo, addome largo e robusto. Occhi tondeggianti e ridotti. Ali e tegmine poco sviluppate in entrambi i sessi. Colorazione spesso bruna o verde.

## Distribuzione e habitat
La specie è endemica di Tenerife (Isole Canarie).